# آواز کار

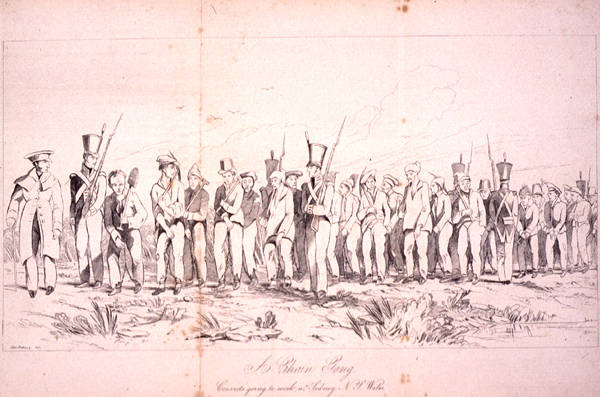
مرتبط

آواز کار، کارآوا یا کارنوا که برخی آن را موسیقی کار نامیده‌اند، آواها یا واژگان آهنگینی هستند که انسان‌ها در زندگی روزمره و هنگام کار کردن یا فعالیت هنری، زمزمه می‌کنند. کارآوا گونه‌ای از ادبیات شفاهی است که بیشتر در فعالیت‌های گروهی، میان «سرخوان» و «هم‌خوان» ها اجرا می‌شود. کارهایی مانند قالی‌بافی، به آب انداختن لنج، چوپانی و کار در شالیزار، هر کدام کارآوای ویژه خود را دارند و اقتضائات هر فعالیت، بر موسیقیِ کارآوای آن نیز اثرگذار است. بیشتر کارآواها، ساده و بدون پیچیدگی هستند و موسیقی درونی آنها از گوناگونی بسیار برخوردار است. پژوهشگرانی که کارآوا را معادل ترانه‌های کار دانسته‌اند، کارآوا را در دستهٔ ترانه‌های عامیانه جای داده‌اند و آن را ویژهٔ فعالیت‌های اقتصادی زایا دانسته‌اند.
 در گذشته، کارهای گروهی با تکرار و با ریتم و هماهنگی صورت می‌گرفت، مثلاً زنان و دختران جوان که برای آوردن آب با کوزه (جَهله) به سر چشمه می‌رفتند، ضرب‌آهنگ مخصوصی را با نواختن بر کوزه‌ها حفظ می‌کردند تا خستگی کار را کاهش دهند. در بسیاری از شغل‌ها، از صداهای انسانی برای ایجاد ضرب‌آهنگ در انجام کار، استفاده می‌شد و این نواها به آواز و نغمه‌خوانی تبدیل شد.

## تعاریف و دسته‌بندی‌ها
قدمت آواز کار تقریباً به بدو ثبت تاریخ برمی‌گردد و شواهد انسان‌شناسی نشان می‌دهد که همهٔ جوامع روستایی صاحب آن بوده‌اند. مدرن‌ترین تفاسیر از آوازهای کار هم شامل آوازهایی می‌شود که در حین کار خوانده می‌شوند و هم آوازهایی که دربارهٔ کار هستند، چرا که این دو دسته به هم پیوسته تلقی می‌شوند. «نورم کوهن» آوازهای کار را به این دسته‌ها تقسیم کرده‌است: خانگی، کشاورزی یا چوپانی، نیمه‌خوانی، آوازهای کار آفریقایی-آمریکایی، آوازها و سرودهای سرپرستی و آواز فروشندگان خیابانی. «تد جیویا» این دسته‌بندی را گسترش داده و آوازهای کشاورزی و چوپانی را به آوازهای شکار و کشت و گله‌رانی تقسیم کرد و آوازهای صنعتی یا پیش-صنعتی شامل نساج‌ها، کارگران کارخانه و دریانوردان، چوب‌بُرها، کابوی‌ها و معدن‌چیان را مورد توجه قرار داد. او همچنین آواز زندانیان و آوازهای کار مدرن را اضافه کرد.

## ویژگی‌ها
انسان‌ها از ویژگی نظم‌بخشی کارآواها در فعالیت‌های تولیدی، بهره می‌گرفتند. نواهای قالی‌بافان، خرمن‌کوبان، مشک‌زنان، برنج‌کوبان و نمدمالان هماهنگی کامل با حرکت‌های لازم برای آن کار دارد. کارآوا، بازدهی مشاغل را نیز افزایش می‌دهد و موجب می‌شود که کارگر یا هنرمند، محصول یا اثر بهتری تولید کند. همچنین کارآوا یکی از سازوکارهای شناخته‌شده برای آسان‌سازی کارهای سخت و پرزحمت سنتی است. از سوی دیگر، کارآوا در فعالیت‌های گروهی موجب ایجاد شادی و شور و نشاط در محیط کار می‌شوند.

در سال‌های نه‌چندان دور، ایرانیان برای هر فعالیتی مانند نانوایی، دهقانی، آشپزی، جاجیم‌بافی، صیادی، قالی‌بافی، گلیم‌بافی، نمدمالی، کوچ، بنایی، شبانی، خانه‌داری، جاروکشی و حتی پذیرایی از مهمان، کارنوا داشته‌اند. شعرهای کارآوا بیان‌کنندهٔ احساسات و روحیات مردمان در هر خرده‌فرهنگ ایرانی در یک دورهٔ زمانی خاص بوده و کارآوای یک پیشه یا منطقهٔ خاص در جای دیگر اجرا نمی‌شود. ترانه‌های عامیانه، مردم‌پسند و سنتی در سازگاری با شرایط اجتماعی، فرهنگی و مذهبی، معمولاً تاریخ، سنت‌ها، اسطوره‌ها و قهرمان‌های ایران را ارج می‌نهند.

نواها و ترانه‌های کار معمولاً همراه با خوش‌بینی و امیدآفرینی هستند و برای همگان دلچسب و دلنشین به‌نظر می‌آیند. در بسیاری از ترانه‌های کار ایرانیان، چند عنصر معنایی، بیشتر دیده می‌شود که عبارت است از: سخن گفتن با گیاهان و حیوانات و ترغیب آنها به رشد و بازدهی بیشتر؛ گلایه از سخت‌گیری کارفرمایان یا ستم فرمان‌روایان؛ ذکر معشوق و گلایه از هجران یار و دوری راه؛ مناجات با خدا و پیشوایان دین و مذهب و یاری‌جستن از آنها برای تحمل خستگی و سختی کار و آرزوی برکت در تولید محصول؛ ترغیب کارورزان به شتاب در کار و افزودن تلاش؛ نکوهش تنبلی و کندی در کار؛ یادآوری سخت‌کوشی و پهلوانی علی بن ابی‌طالب با هدف توان‌افزایی و تاب‌آوری در برابر خستگی؛ بیان روند کار یا توصیف کار به‌همراه نام ابزار و لوازم آن.

## کارآوای کشاورزی
آواهای کشاورزی در مراحل کاشت، داشت و برداشت، شامل ترانه‌های مربوط به فعالیت‌های گوناگون مانند آبیاری، بذرپاشی، خوشه‌چینی، خرمن‌کوبی و توزین محصول می‌شود. در فرهنگ بختیاری، برای برداشت یا درو کردن محصول که همراه با دشواری‌های فراوان است، کارآواهایی با آهنگ و مقام موسیقایی ویژه، شکل گرفته است که اصطلاحاً «بَوِرو» یا «بَرزِیَری» نامیده می‌شود و گسترده‌ترین و دل‌نشین‌ترین نوع ترانه در فرهنگ بختیاری به‌شمار می‌رود. در ابرکوه یزد، هنگام بیل‌زنی، یک نفر با خواندن مصرعی، دیگران را به گفتن عبارت «علی مرتضی» فرامی‌خواند تا روند خستگی را کندتر سازد. در کاشمر هنگام خرمن‌کوبی این اشعار را زمزمه می‌کنند: من و تو گندم یک خوشه بودیم/ من و تو آب یک رودخونه بودیم/ من و تو بسته بودیم عهد و پیمون/ کدوم ناکس تو را کرده پشیمون. در فریدن هنگام برداشت محصول، چنین می‌خوانند: یکی برزیگرم کارم درویه/ یکی دانه بکارم صد برویه/ از این لطف خدا مو شاکرستم/ که یک گندم دادم صد داد به دستم.

## کارآوای دامداری
آواهای دامداری به نواهای چوپانی، شیردوشی، مشک‌زنی و بسیاری از فعالیت‌های دیگر، تقسیم می‌شود. گاهی برای بر سر مهر آوردن میش‌ها و بزهایی که از شیر دادن به فرزند خود امتناع می‌کنند، ترانه‌ای به نام هُوی‌مار خوانده می‌شود. پس از خواندن این ترانه که با نوازش دام همراه است، داِم مادر مهربانی را از سر می‌گیرد و فرزند را می‌پذیرد. چارواداران در سوادکوه، هنگام حمل بار در راه‌های سخت‌گذر، آوازی به نام «چارویداری حال» می‌خوانند. عشایر الیکایی در گرمسار نیز با کارنوایی به نام «بَرَیوگ»، سکوت صحرا را می‌شکنند و به‌آسانی شتران پراکنده و مشغول چَرا را گرد می‌آورند. در بیشتر اقوام و مناطق ایران، زنان هنگام شیردوشی گاو و گوسفند و بز، ترانه‌هایی می‌خوانند و با تعبیرهایی لطیف، حیوان را می‌ستایند تا حیوان، آرامش یابد و شیر بیشتری بدهد. عشایر ایوانکی در سمنان، مشک‌های بزرگی به نام «ارغوت» می‌سازند که معمولاً چندنفری، با آن کار می‌کنند. زنان در کارنوای مشک‌زنی گروهی، چنین می‌خوانند: ارغوت جانم حرکت کن / چار من کره برکت کن / پارسال کره نخوردم / پارسال کره گرون بود / قیمت زعفرون بود / گله اومد سر قاش / چوپون می‌خواس نون و ماس / الله یارت ارغوت جان / سنگین بارت ارغون جان.

## کارآوای پیشه‌وری
کارآوا در پیشه‌های گوناگون مانند بافندگی، قالی‌بافی، حایربافی، نمدمالی، نخ‌ریسی، بنایی، مسگری و نان‌پزی، وجود داشته‌است. در بیرجند، برخی استادکاران هنگام بنایی برای حفظ نظم و هماهنگی فعالیت‌ها چنین می‌گویند:های علی/ جانم علی/ علی علی/ حیدرعلی/ جانم علی/ نامم علی/ بیکار آیم/ برِز برز/ باز هم بِرِز/ گِل ندارم/ حیدر علی. در قالی‌بافی، یک دسته از کارآواها دستوالعمل آهنگین قالی‌بافی است که موجب شتاب کار می‌شود و بافنده با توجه به آن، طرح را نقش می‌زند؛ دسته دیگر، آوازهایی است که بافنده‌ها در طول کار می‌خوانند و وصف حال و روز درونی یا بیرونی آنها است. در بادرود اصفهان هنگام چله‌کشی قالی، این شعر از پروین اعتصامی را زمزمه می‌کنند: هر که با پاکدلان صبح و مسایی دارد/دلش از پرتو اسرار صفایی دارد/ زهد با نیت پاک است نه با جامه پاک/ ای بس آلوده که پاکیزه ردایی دارد.

## کارآوای دریانوردی
آواهای دریانوردی در جنوب ایران با نام نِی‌مه (نیمه) یا نِهمه شناخته می‌شود و برای فعالیت‌هایی مانند شستن لنج، لنگرکشی، پاروزنی، راهی‌کردن لنج، غواصی، ماهیگیری، بادبان‌کشی، بالا کشیدن تور ماهیگیری و تورریختن آواهای خاصی استفاده می‌شود. آواز نی‌مه، یک تکخوان دارد و بقیه افراد، با جواب «هله مالی» یا «هله» همراهی‌اش می‌کنند. این نواها به دریانوردان، شادابی و انگیزهٔ تلاش بیشتر می‌دهد. برای نمونه، هنگام بیرون کشیدن تور ماهیگیری، تک‌خوان چنین می‌خواند: علی یا علی / و مرد میدون / پدر یتیمون / الله بگردون / و شاه مردون / علی بگو تو / تا درنمونی / بلا نبینی. پس از هر مصرع، جمعیت نیز یاعلی می‌گویند. در بلوچستان، ماهیگیران آوازی به نام «اَمبا» می‌خوانند که در آن، مراحل مختلف صید، به‌صورت پرسش و پاسخ میان ناخدا و گروه صیادان، بیان می‌شود.

## جاذبه گردشگری کارآوا
آیین‌ها و آدب و رسوم در خرده‌فرهنگ‌ها از جاذبۀ فراوانی برای گردشگری برخوردار هستند. برخی مردم‌شناسان و پژوهشگران موسیقی نواحی ایران، کارآوا در مناطق مختلف ایران را دارای ظرفیت فراوان برای جذب گردشگر دانسته‌اند. با توجه به این‌که بسیاری از کارآواهای ایرانی امروزه با تغییر سبک زندگی، رو به فراموشی می‌رود، تلاش‌هایی صورت گرفته است که در قالب برگزاری جشنواره‌ها، وجه نمادین این بخش از آداب‌ورسوم کهن ایرانی، حفظ شود. به‌طور مثال، همايش موسيقی علمی - فرهنگی و هنری كارآواها و آيين‌‌های موسيقايی كار در ايران از ۱۹ تا ۲۲ مهر 1389ش در تالار اندیشه تهران برگزار شد. در این همایش از بیست استان و شانزده شهرستان کشور؛ ۱۳۵ هنرمند به اجرای کارآوا از مناطق مختلف ایران پرداختند و ۲۰ سخنران از جمله ۸ استاد فرهنگ‌شناس و پژوهشگر سخنرانی کردند. همچنین جشنواره ملی کارآوا در اردیبهشت 1400ش توسط شهرداری اصفهان برگزار شد و در مراسم پایانی این جشنواره که با هفته نکوداشت اصفهان، همزمان بود از شش پیشکسوت حوزه کارآوا از استان‌های بوشهر، خراسان شمالی، آذربایجان شرقی، خراسان جنوبی، خراسان رضوی و کرمان، تقدیر شد. گروه موسیقی «مهر وطن» از کرمان نیز از سال 1397ش دست به تولید مجموعه آلبوم‌های «کارآوا» زده است تا بسیاری از مشاغل ایرانی که رو به فراموشی هستند، به نسل تازه ایرانی معرفی کند.